# Туле, Поль-Жан
Поль-Жан Туле́ (фр. Paul-Jean Toulet;5 июня 1867 — 6 сентября 1920) — французский писатель и поэт, знаменитый своими «Контрарифмами», поэтической формой, которую он сам создал.

## Биография
Поль-Жан Туле лишился своей матери при появлении на свет. Вскоре его отец отправился по делам на остров Маврикий, а Поль-Жан остался на попечении дяди в Билере. С 1885 по 1888 жил на острове Маврикий вместе с отцом, а в 1888—1889 в Алжире (там он опубликовал свои первые статьи). В 1898 он возвратился во Францию, в Париж.
В Париже сформировался как профессиональный литератор, являясь одним из многочисленных литературных «негров» Вилли (Анри Готье-Вийара). Посещал светские салоны и будуары полусвета, где пристрастился к алкоголю и опиуму. Печатал свои статьи в различных обозрениях, в том числе в «Критическом обозрении идей и книг» (Revue critique des idées et des livres) Жана Ривена и Эжена Марсана. В 1897 году перевел на французский язык повесть Артура Мейчена «Великий Бог Пан». С ноября 1902 по май 1903 много путешествовал, добрался до Индокитая.
В 1912 навсегда уехал из Парижа и поселился в Сен-Лубе, рядом с Либурном, у своей сестры; затем, женившись, перебрался в Гетари. Его последние годы были омрачены болезнью.
В это время молодые поэты (Франсис Карко, Тристан Дерем и др.) взяли работы Поля-Жана Туле за образец для подражания и создали движение «невероятных поэтов» (poètes fantaisistes).
Его знаменитые «Контрарифмы», фрагменты которых были напечатаны в различных журналах и в романах, появились в собранном виде уже после смерти автора.
Поль-Жан Туле также сочинял драматические произведения: вместе со своими друзьями он написал пьесу в стихах «Служанка Мольера», текст которой не сохранился. Это произведение было поставлено в «Театр де Нувоте» в Алжире. Автор развлекался тем, что писал разгромные рецензии на свою пьесу. Кроме того, он написал комедию в прозе «Госпожа Жозеф Прюдом» и пьесу «Прерванный ужин» (премьера последней состоялась 27 мая 1944 в «Театр дю Вье-Коломбье», в одной программе с «Процессом при закрытых дверях» Сартра).
Поль-Жан Туле совместно с Клодом Дебюсси начиная с 1902 планировал поставить на сцене пьесу Шекспира «Как вам это понравится». Дебюсси вернулся к этой идее в 1917, но из-за болезни композитора этим планам не суждено было осуществиться..
Умер в Гетари в 1920 году.

## Произведения в переводе на русский язык
1. Новые поэты Франции в переводах Ив. Тхоржевского. Paris: Книжн. дело «Родник» в Париже / Libr. "La Source, " 106, r. de la Tour, Paris, [июль] 1930.
2. Рог. Из французской лирики. — М.: «Кристалл», 2000. — ISBN 5-306-00008-8.

## Основные произведения
1. Monsieur du Paur, homme public (1898) («Мсье дю Пор, публичный человек»)
2. Le Mariage de Don Quichotte (1902)
3. Les Tendres Ménages (1904)
4. Mon Amie Nane (1905)
5. Comme une Fantaisie (1918)
6. La Jeune Fille verte (1920)

### Посмертные издания
1. Les Contes de Béhanzigue (1920, полное издание 1921)
2. Les Contrerimes (1921)
3. Le Souper interrompu (пьеса, 1922)
4. Les Trois Impostures (1922)
5. Les Demoiselles La Mortagne (1923)
6. Lettres à soi-même (1927)
7. Vers inédits (1936)

### Переводы
Le Grand Dieu Pan, d'Arthur Machen (1901) («Великий бог Пан», Артур Мейчен)

## Переписка
1. Paul-Jean Toulet, Correspondance avec un ami pendant la guerre, Paris, Le Divan, 1922 («Переписка с другом во время войны»)
2. Paul-Jean Toulet et Claude Debussy, Correspondance, Paris, Éditions du Sandre, 2005, 132 p. (ISBN 2-914958-20-X) («Поль-Жан Туле и Клод Дебюсси. Переписка»)